# Haus Deichstraße 53

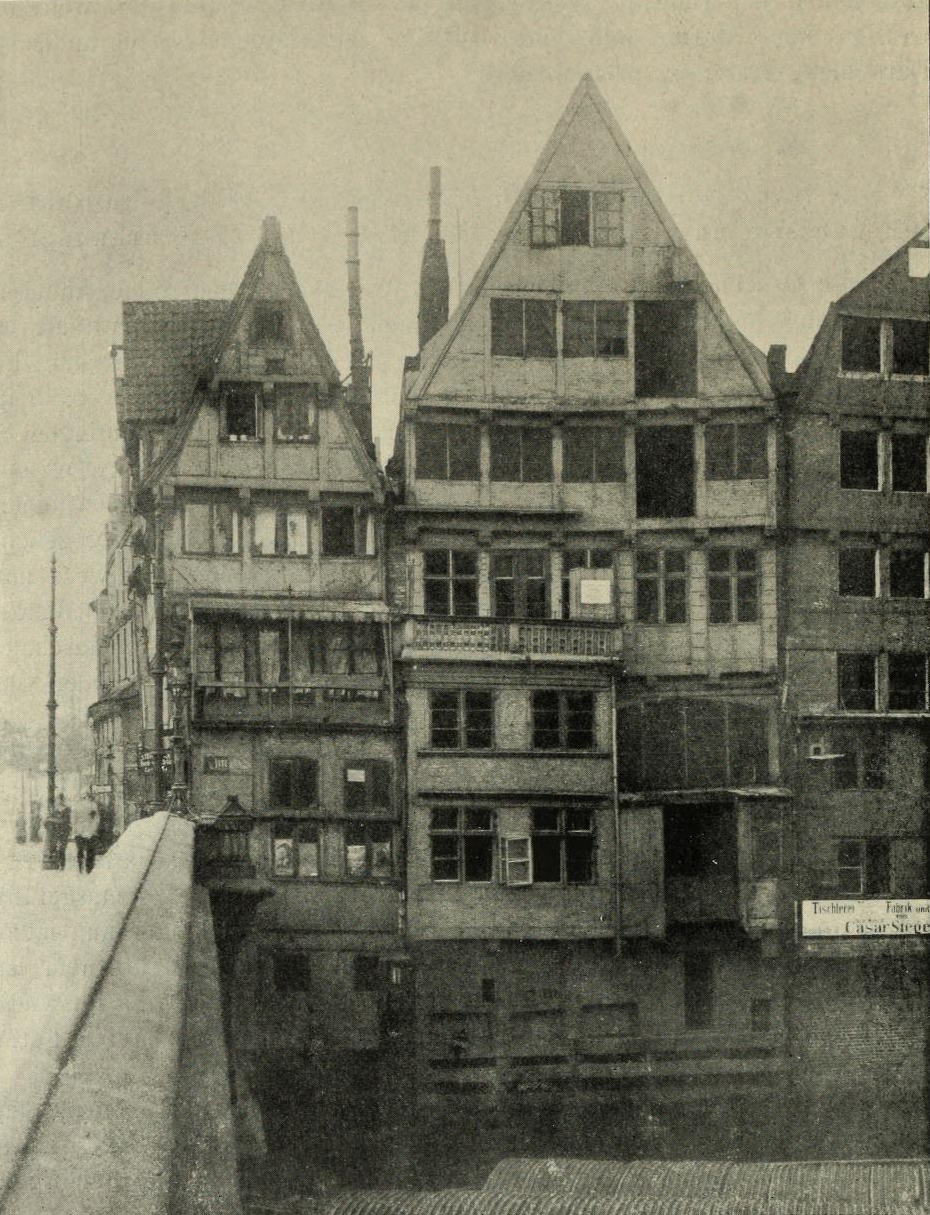
Häuser Hohebrücke Nr. 1 und Deichstraße Nr. 53 von der Fleetseite aufgenommen vor dem Abbruch im Jahre 1909

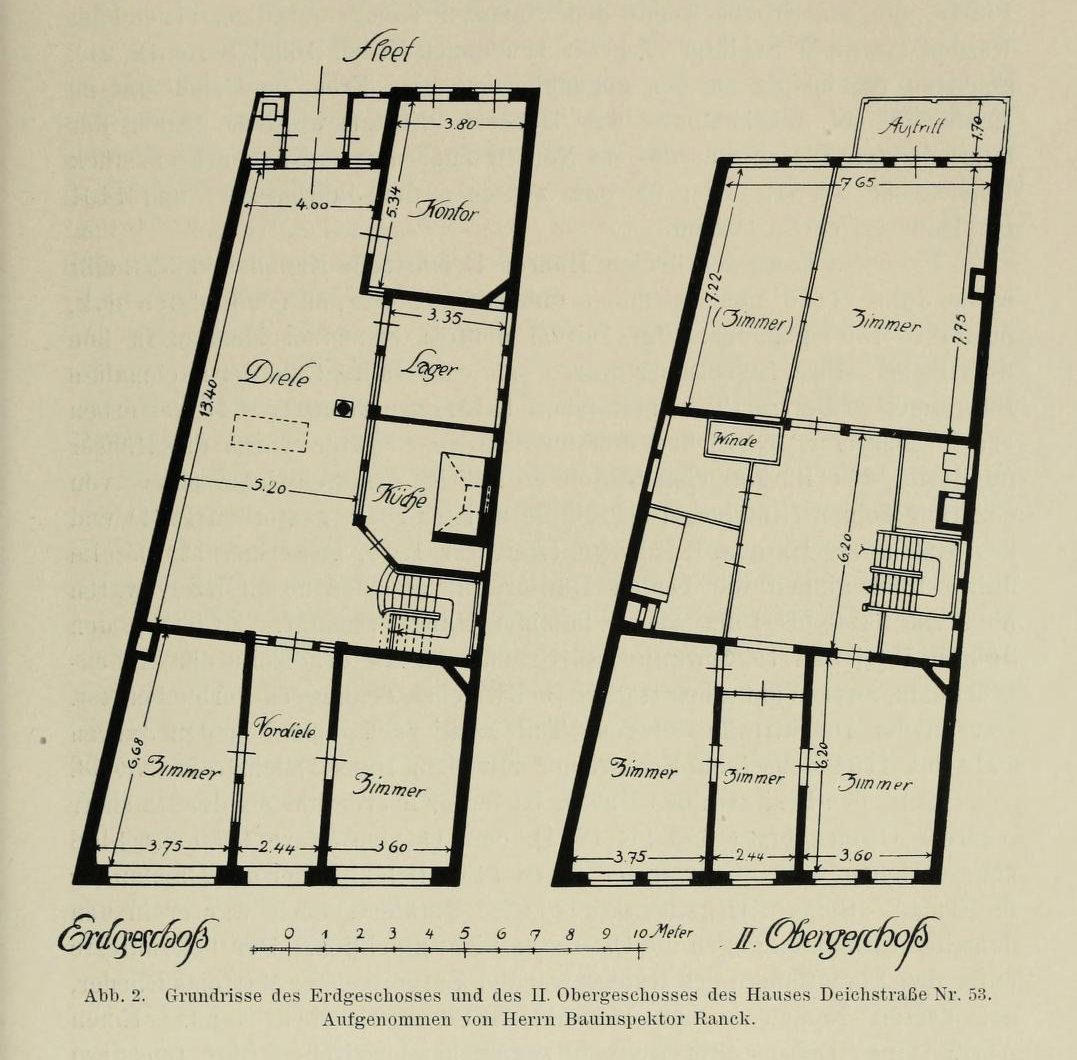
Grundrisse von Erdgeschoss und II. Obergeschoss

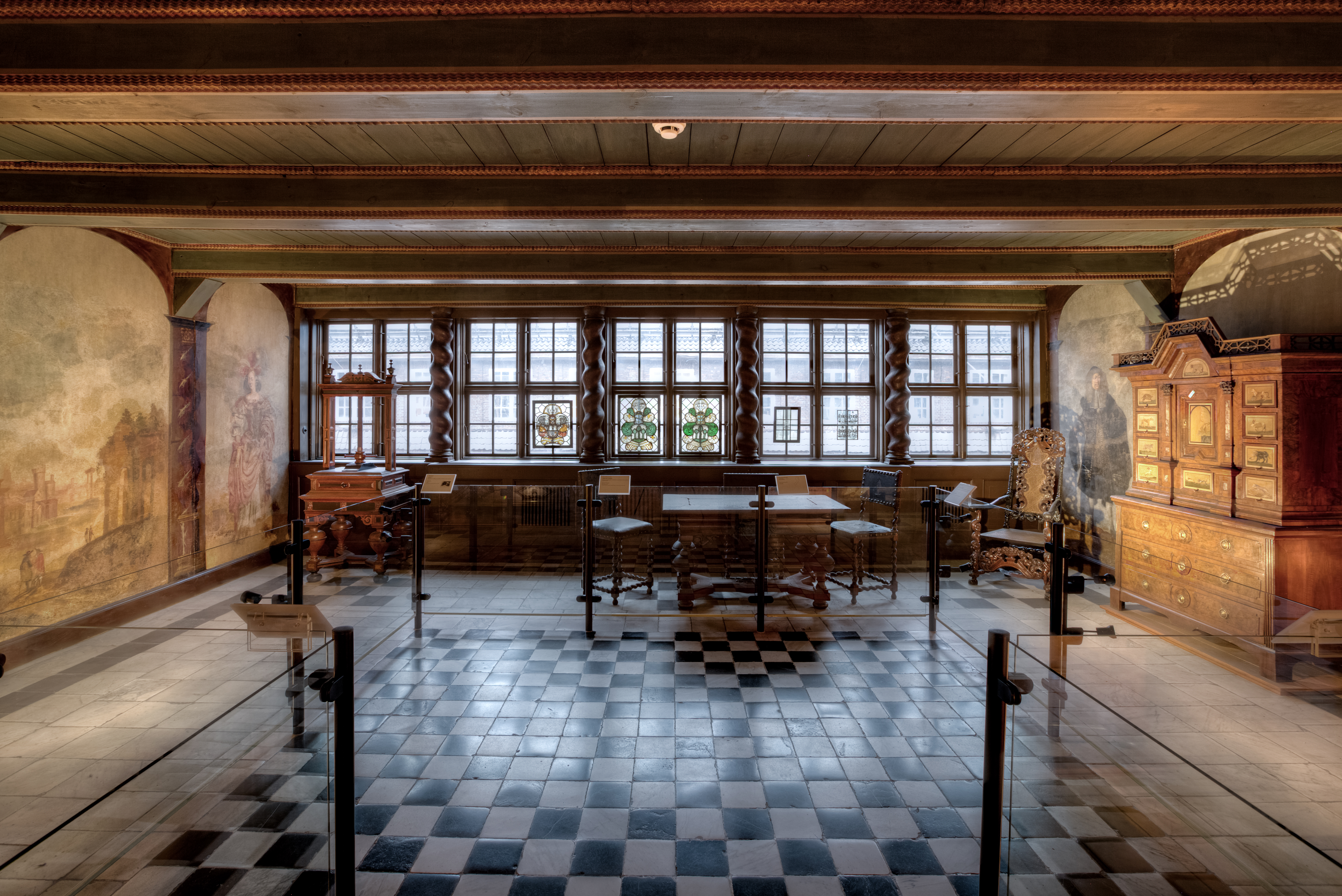
Saal der aus der Deichstraße 53 im Museum für Hamburgische Geschichte

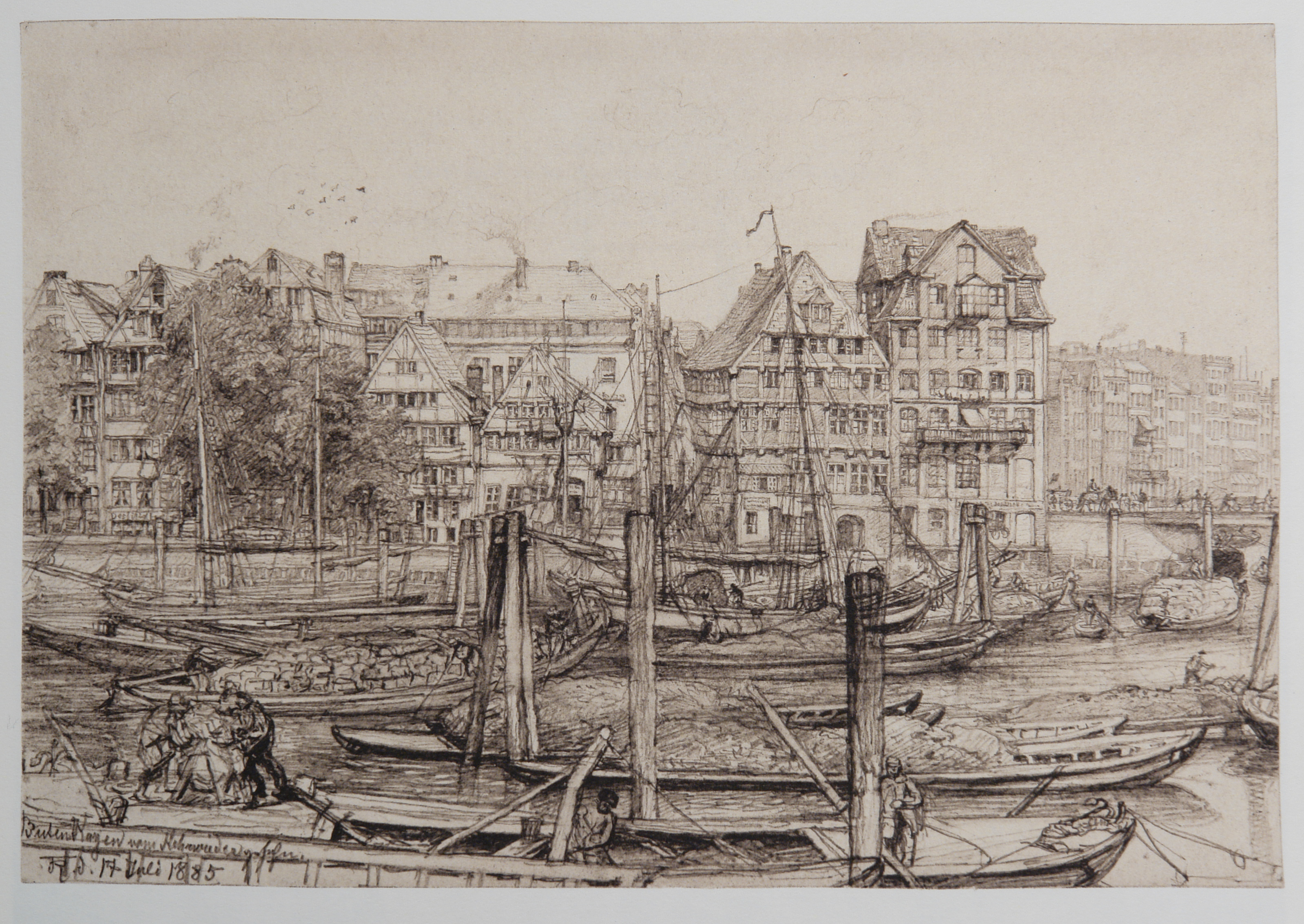
Johann Theobald Riefesell, Butenkajen und Hohe Brücke, 1885, Museum für Hamburgische Geschichte

Das Haus Deichstraße 53 war ein Hamburger Kaufmannshaus in der Deichstraße in der Hamburger Altstadt. Das Haus wurde 1590 gebaut, und 1909 für den Bau des Hauses der Seefahrt abgerissen. Der Festsaal des Gebäudes wurde beim Abriss im Originalzustand an das Museum für Hamburgische Geschichte übergeben, wo er im 2. Obergeschoss eingebaut wurde. Eine Dielensäule des Gebäudes befindet sich ebenfalls als Architekturfragment in der Kaufmannsdiele des Museums.

## Baugeschichte
Das Haus wurde 1590 gebaut, und durch den neuen Besitzer, den Kaufmann Peter Röhlke, im Jahr 1680 repräsentativ neu ausgestattet. Das Fachwerkhaus mit Giebel lag an der Ecke Deichstraße/an den Kajen. Ungewöhnlich für Zeit und Ort war die Gründung auf einer 80 cm starken Platte anstelle der typischen Pfahlgründung.

## Ausstattung

### Festsaal
Der heute noch erhaltene Festsaal stammt aus dem zweiten Obergeschoss des Hauses und war zum Fleet hin gelegen. Verschiedene Inventare aus dem 18. und 19. Jahrhundert belegen, dass es ein außergewöhnlich reich ausgestattetes Haus war. Dies zeigt sich unter anderen durch den mit weißen und schwarzen Alabasterfliesen ausgelegten Boden, die aufwendig grünblau passend zu den Wandbildern bemalte Holzbalkendecke und die Öfen im Stil des Rokoko. Die Wandmalereien in Ölfarben in elf Bildtafeln sind beispielhaft für barocke Dekorationsmalerei in Hamburg. Sie zeigen fünf Landschaftsbilder mit Garten- und Architekturmotiven, Schäferpoesie und sechs lebensgroße überwiegend modisch und aufwendig gekleidete Standfiguren, vielleicht zeitgenössische Hamburger und Hamburgerinnen. Der Maler hat besonderen Wert auf die abwechslungsreiche und reichhaltige Kleidung gelegt, während der Hintergrund mit ländlichen Bauten nur nebensächlich dargestellt wird. Ein Bild mit als Schäferinnen gekleideten Mädchen tritt inhaltlich aus den übrigen Wandgemälden heraus und bildet einen Beleg für die in Deutschland aufkommende Schäferpoesie. Einige Bildfelder bilden nur romantische Bau- und Landschaftsbilder ab. Ausgenommen die Schäferinnen, sind die Wandbilder in dunklen, im Hintergrund braunen Tönen unmittelbar auf den Putz gemalt und übertreffen in ihrer Qualität vergleichsweise Bemalungen deutlich. Bei der Übernahme der Wandmalereien musste das Museum für Hamburgische Geschichte die gesamten Bildfelder mit der rückwärtigen Ziegelwand transportieren. Die zeitliche Einordnung ist anhand der dargestellten Mode zweifelsfrei möglich. Die Figuren sind nach Kupferstichen von Romeyn de Hooghe gemalt. Entsprechend der gemalten barockgewundenen Säulen der inneren Wände standen an der Fensterwand gewundene geschnitzte Halbsäulen, als Träger zwischen den Fenstern, die auch in das sog. Deichstraßenzimmer im Museum für Hamburgische Geschichte verbracht wurden.
Die Decke des Festsaales bildete eine einfarbige grünblaue Balkendecke mit vergoldeten Flammleisten. Die Ausstattung des Festsaales des Hauses Deichstraße 53 erfolgte beim Übergang des Hauses 1680 auf Peter Röhlke.
Durch Farbproben konnte die Decke im Deichstraßenzimmer entsprechend gefasst und mit den übernommenen Flammleisten ausgestattet werden.
Familie Röhlke und der folgende Besitzer behielten diese Ausstattung bei. In der Mitte des 19. Jahrhunderts verdeckte eine neue Bretterverschalung die farbige Decke. Den Figuren wurden die Augen ausgestochen und die Wände mit Sackleinen überspannt und mit einfachen Tapeten überdeckt. Das Museum für Hamburgische Geschichte konnte mit dem Festsaal einen besonderen originalen alt-hamburgischen Wohnraum des 17. Jahrhunderts mit überdurchschnittlicher Ausstattung übernehmen.
Die Decken- und Wandbemalungen überdeckten wiederum eine Bemalung mit Erdfarben in vier Wandnischen der Westwand in Größe des vormals halben Raumes und entsprechender Deckenbemalung aus der Zeit um 1640.

### Kaufmannsdiele
Das Haus Deichstraße 53 war eines der wenigen alten Häuser, in denen sich die Kaufmannsdiele mit der großen Mittelsäule erhalten hatte, die sich heute in der Kaufmannsdiele des Museums befindet. Die zweigeschossige straßenseitig gelegene Diele mit Galerie wurde durch eine Wendeltreppe, später durch eine prachtvolle Barocktreppe erreicht. Auch die Dielensäule aus Eichenholz bezeugt durch die dekorative Behandlung des Sattelholzes und der Kopfbänder die reiche und repräsentative Raumausstattung.

## Vorgängerbauten
Bei der ersten Erwähnung des Hauses im Erbebuche im Jahre 1322 gehörte das Haus und die Nachbargrundstücke an der Ecke der Hohenbrücke (heute Deichstraße Nr. 55 und Hohebrücke Nr. 1) einer domina Marsed und ihren Kindern. Wahrscheinlich erfolgte erst dann die Bebauung der Fleetgrundstücke, während die Deichstraße um 1300 nur einseitig bebaut war. Dabei gehörten die Fleetgrundstücke zunächst zu den gegenüberliegenden Erben (Grundstücken) der Binnendeichhäuser und wurden erst im Laufe des 14. Jahrhunderts bebaut. Das nördlich angrenzende Nachbargrundstück Deichstraße 51 wurde zwischen 1397 und 1401 als eines der letzten Grundstücke bebaut.
Seit 1326 waren die Eigentümer Bürgermeister und Ratsherren. Der bekannteste Eigentümer „war der Bürgermeister Matthias Rheder, auf dessen Namen es von 1525 bis 1586 geschrieben stand.“ Zwischen 1586 und 1592 erfolgte die noch heute bestehende Aufteilung des Hauses an der Ecke der Hohenbrücke in zwei Wohnerben. Nachfolgende Besitzer waren Kaufleute.

## Galerie

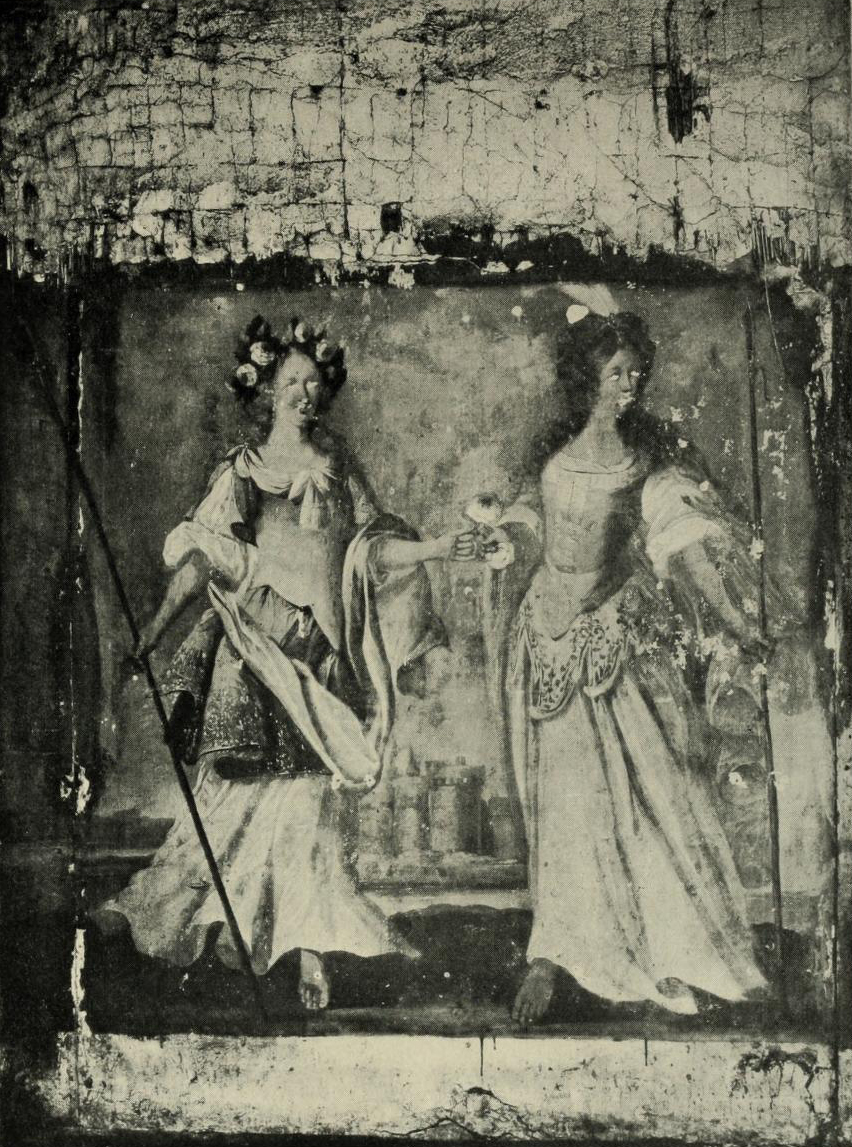
Zwei Schäferinnen, Wandbild aus dem Saal, 1680, Ölfarbe
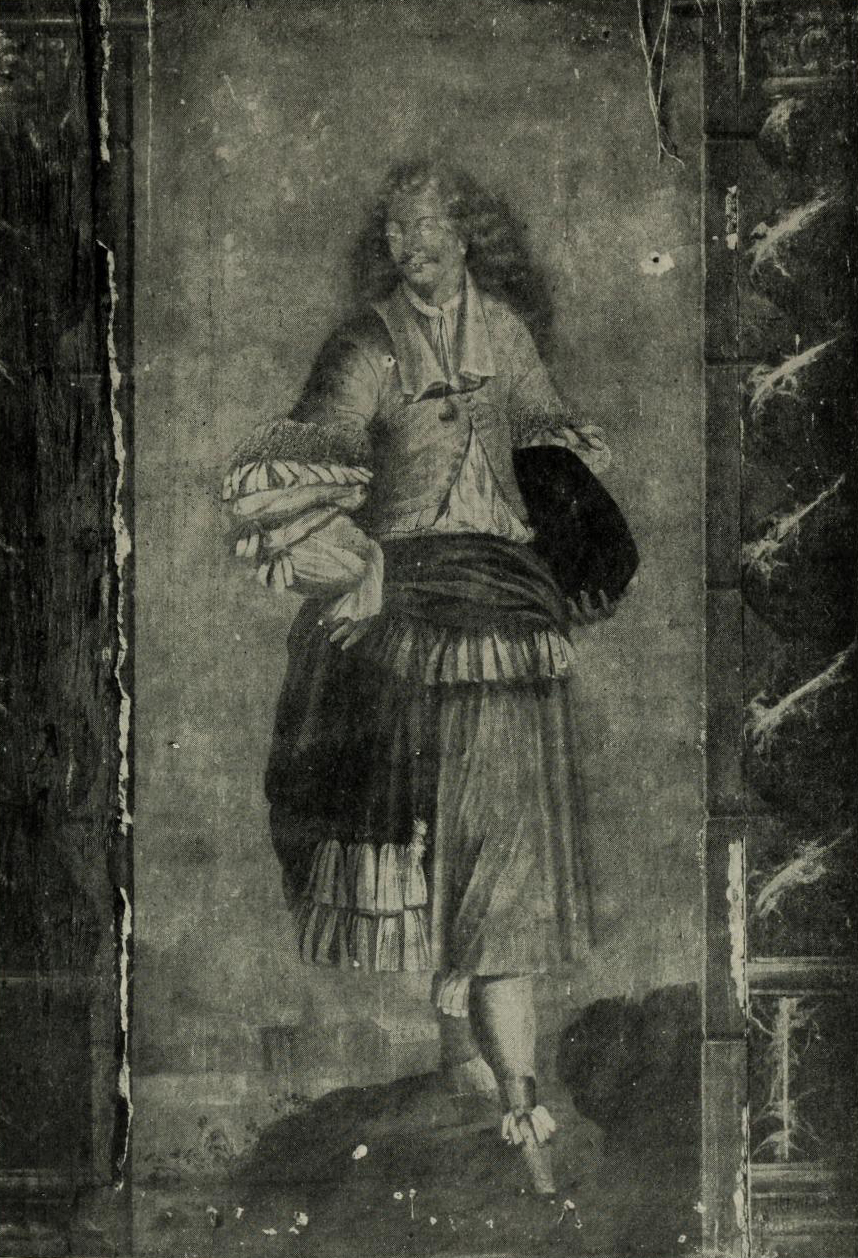
Kostümfigur, Wandbild aus dem Saal, 1680, Ölfarbe
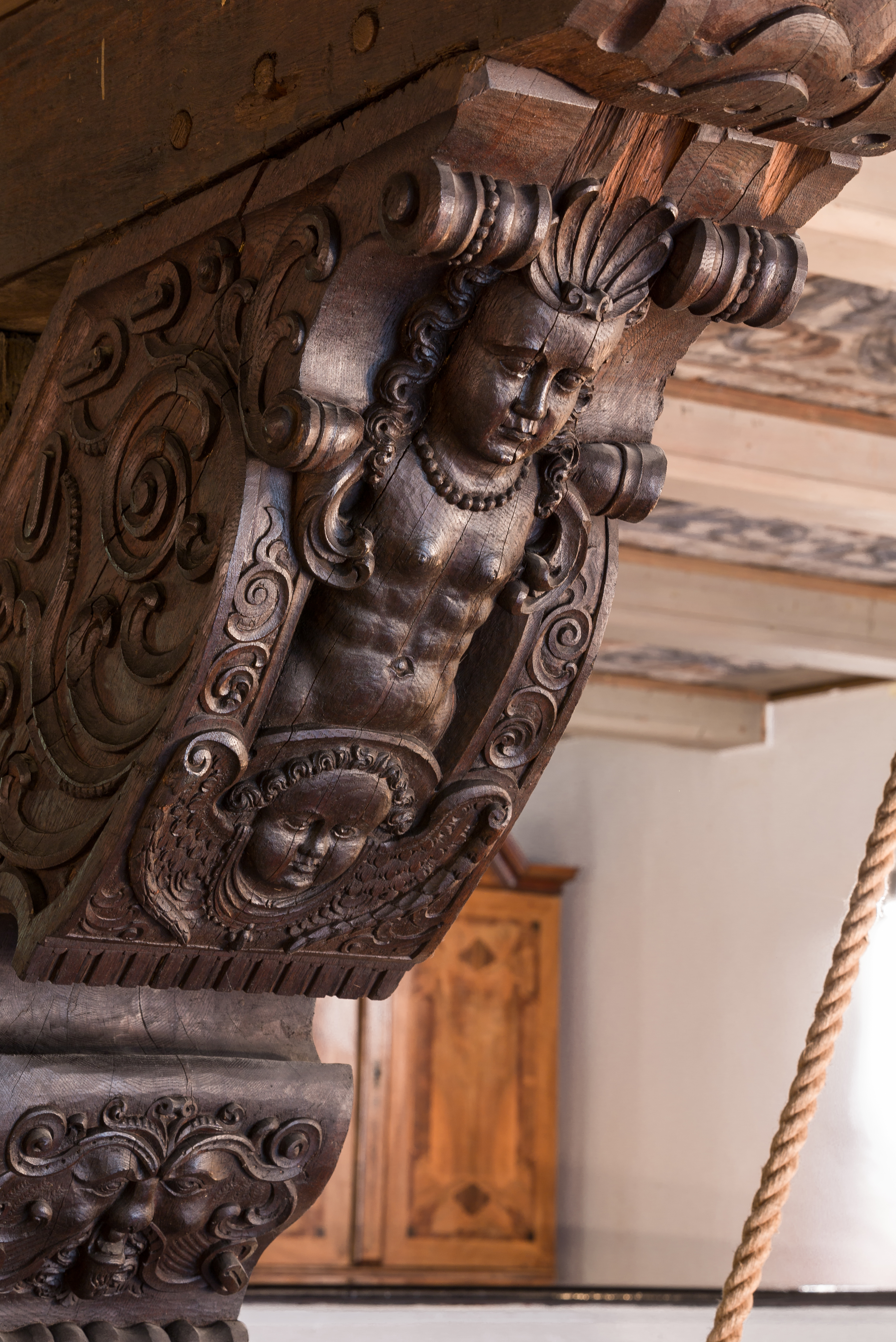
Detailaufnahme der Dielensäule
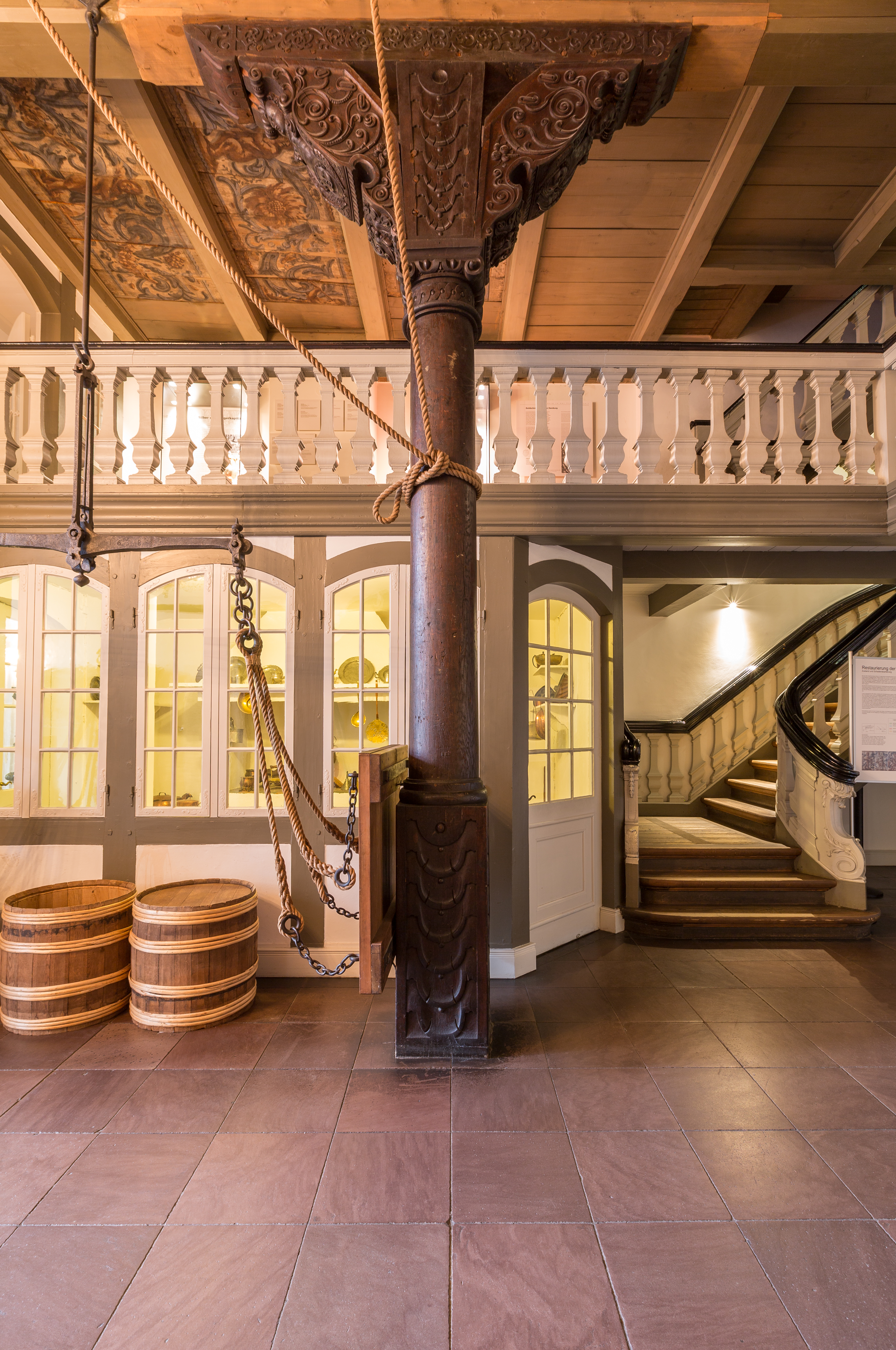
Gesamtaufnahme der Dielensäule